# 仁壽里 (屏東縣堡里)
仁壽里，是台灣南部自清治時期至日治初期的一個行政區劃，其範圍即今屏東縣的恆春鎮北部。
仁壽里北邊為興文里，東邊及南邊為宣化里，西邊為德和里。

## 管轄街庄
仁壽里共轄2個庄：
- 今恆春鎮境內：虎頭山庄、貓仔坑庄